# Aristía
La aristía o aristeía (del griego antiguo ἀριστεία, "excelencia, superioridad individual") es un bloque narrativo que celebra la gesta o hazañas de un héroe por las que le introducen en la leyenda y hacen que su nombre sea glorificado y digno de ser cantado. Una aristía puede haber acabado en la muerte del héroe al final de la misma.

## La Ilíada
La aristía es una fórmula típica de los poemas épicos clásicos, particularmente de la Ilíada. Se cree que esta obra fue creada por la unión de aristías de diversos héroes. Por ejemplo, el caso del Canto V de la Ilíada, donde Diomedes, un jefe griego de escasa relevancia en otros cantos, aquí es mostrado como auténtico protagonista, demostrando su excelencia como guerrero. 
Otros ejemplos son la aristía de Aquiles en el Canto XXI y la de Patroclo en el Canto XVI. 

## La Odisea
En el Canto XXII de la Odisea, la matanza de los pretendientes de su mujer en su palacio, realizada por el héroe griego Odiseo, se considera también un ejemplo marcial de aristía.

## La Eneida
En cierta forma, en la Eneida, cuando Niso y Euríalo dejan las defensas de Troya para matar a los capitanes latinos mientras duermen. También cuenta en el Libro X, cuando Mecencio toma el lugar de Turno en la batalla y arrasa todo a su paso.

## Aristía y Berserker
Georges Dumézil en su artículo «Fougue et rage dans l'Iliade» hace una comparación clásica entre la aristía de la epopeya griega y los berserkers descritos en las sagas nórdicas. Para él, los dos fenómenos no son comparables: la aristía no es una metamorfosis. La comparación que hace Homero entre los héroes y un animal, Aquiles y un león o Héctor y un jabalí, por ejemplo, solo sería una imagen literaria. Si Paris lleva una piel de pantera en el Canto III y Dolón una piel de lobo y una piel de comadreja en el Canto X, estas prendas no les confieren ninguna energía animal.
Su estudio se centra en la palabra del griego antiguo μένος, ménos (que significa ‘pasión, furia’) y sus derivados: μεμαώς, ἐμμεμαώς o μενεαίνειν. A diferencia de los Berserkers, esta pasión no excluye el héroe de la lucidez: durante su aristía del Canto X, Héctor escucha los consejos de Polidamante y no envía sus carros contra el muro aqueo.